# Осликане цркве на подручју Тродоса
Осликане цркве на подручју Тродоса су локалитет на Унесковој Листи Светске баштине у централном делу Кипра. Локалитет обухвата десет византијских цркава које су богато украшене фрескама:
- Ајос Николаос тис Стејис (Свети Никола од Крова) у Какопетрији
- Ајос Јоанисис Лампадистис (Свети Јован Лампадистис) у Каопанајиотис
- Панаја (Црква Богородице) у Никитари
- Панаја ту Араку у Лагухери
- Панаја ту Мутула у Мутули
- Црква Светог Архангела Михаила у Педуласу
- Тимиос Ставрос (Црква Светог Крста) у Пелендри
- Панајиа Подиту (Црква Девице Подиту) у Галати
- Ставрос Ајасмати (Црква Светог Крста Ајасмати) у Плантанистаси
- Метаморфосис ту Стирос (Преображење Преживелог) у Палехори

Првенствено, девет цркава је било проглашено за Унескову културну баштину 1985. године, док је црква у Палехори додата 2001. године. Црква Панаја Хризокурдалиотиса у Курдиали, Спилија, је био поднесен као потенцијал за даље проширење у 2002. и тренутно је на прелиминарној листи.

## Галерија
- Црква Светог Крста у Пелендри
- Црква Богородице у Никитари
- Црква Арханђела Михаила у Педуласу